# Llyn Cwellyn
Llyn Cwellyn är en sjö i Storbritannien.   Den ligger i riksdelen Wales, i den sydvästra delen av landet, 300 km nordväst om huvudstaden London. Llyn Cwellyn ligger 214 meter över havet.  Trakten runt Llyn Cwellyn består i huvudsak av gräsmarker.